# Alfons de Borbó-Dues Sicílies (comte de Caserta)
Alfons de Borbó-Dues Sicílies, comte de Caserta (Caserta 1841 - Canes 1934). Comte de Caserta, Príncep de les Dues Sicílies i Cap de la Casa Reial de les Dues Sicílies des de l'any 1894 i fins a l'any de la seva mort. Pels reialistes legitimistes fou Alfons I de les Dues Sicílies.
Nascut al Palau Reial de Caserta el dia 28 de març de l'any 1841, essent fill del rei Ferran II de les Dues Sicílies i de l'arxiduquessa Maria Teresa d'Àustria. El príncep era net del rei Francesc I de les Dues Sicílies i de la seva segona muller, la infanta Maria Isabel d'Espanya; mentre que per via materna ho era de l'arxiduc Carles Lluís d'Àustria i de la princesa Enriqueta de Nassau-Weilburg.
Educat en l'ambient cortesà del Regne de les Dues Sicílies, es casà el dia 8 de juny de l'any 1868 a Roma amb la princesa Maria Antonieta de Borbó-Dues Sicílies. Maria Antonieta pertanyia a la Casa Reial de les Dues Sicílies i era filla del príncep Francesc de Borbó-Dues Sicílies i de l'arxiduquessa Maria Isabel d'Àustria-Toscana. La parella tingué dotze fills:
- SAR el príncep Ferran de Borbó-Dues Sicílies, nascut a Roma el 1869 i mort a Lindau (Alemanya) el 1960. Es casà amb la princesa Maria de Baviera.

- SAR el príncep Carles de Borbó-Dues Sicílies, nat a Gries el 1870 i mort el 1949 a Sevilla. Es casà en primeres noces amb la infanta Maria de la Mercè d'Espanya i en segones núpcies amb la princesa Lluïsa d'Orleans.

- SAR el príncep Francesc de Paula de Borbó-Dues Sicílies, nat a Rorschach el 1873 i mort a París el 1876.

- SAR la princesa Maria Immaculada de Borbó-Dues Sicílies, nascuda a Canes el 1874 i morta a Muri el 1947. Es casà amb el príncep Joan Jordi de Saxònia.

- SAR la princesa Maria Cristina de Borbó-Dues Sicílies, nascuda a Canes el 1877 i morta a Saint Gilgen el 1947. Es casà amb l'arxiduc Pere Ferran d'Àustria-Toscana.

- SAR la princesa Maria Pia de Borbó-Dues Sicílies, nascuda a Canes el 1878 i morta a Mandelieu el 1973. Es casà amb el príncep Lluís del Brasil.

- SAR la princesa Maria Josepa de Borbó-Dues Sicílies, nascuda a Canes el 1880 i morta el 1971 a Canes.

- SAR el príncep Genaro de Borbó-Dues Sicílies, nascut el 1882 a Canes i mort a Canes. Es casà amb la comtessa Beatriu Dorothy Bordessa, comtessa de Villa Colli.

- SAR el príncep Rainier de Borbó-Dues Sicílies, nat el 1883 a Canes i mort a La Combe el 1923. Es casà amb la comtessa Karoline Zamoyska, de l'aristocràcia polonesa.

- SAR el príncep Felip de Borbó-Dues Sicílies, nascut a Canes el 1885 i mort el 1949 a Sant Joan de Nova Brunswick al Canadà. Es casà en primeres núpcies amb la princesa Maria Lluïsa d'Orleans i en segones núpcies amb Odette Labori.

- SAR el príncep Francesc d'Assís de Borbó-Dues Sicílies, nat a Canes el 1888 i mort el 1914.

- SAR el príncep Gabriel de Borbó-Dues Sicílies, nat a Canes el 1897 i mort a Itu (Brasil) el 1975. Es casà en primeres núpcies amb la princesa Malgorzata Czartoryski i en segones núpcies amb la princesa polonesa Cecilia Lubomirska.

Alfons arribà a ser caps de la casa reial de les Dues Sicílies arran de la mort sense descendència del seu germà gran, el rei Francesc II de les Dues Sicílies. Alfons i el seu fill Ferran foren cap indiscutits de la Casa; ara bé, a partir de 1960 hi ha hagut dos candidats a cap de la Casa de les Dues Sicílies.
Alfons morí l'any 1934 deixant com a hereu el seu fill Ferran (III).